# Conewango (Nueva York)
Conewango es un pueblo ubicado en el condado de Cattaraugus en el estado estadounidense de Nueva York. En el año 2000 tenía una población de 1.732 habitantes y una densidad poblacional de 18.5 personas por km².

## Geografía
Conewango se encuentra ubicado en las coordenadas 42°13′22″N 78°59′28″O / 42.22278, -78.99111.

## Demografía
Según la Oficina del Censo en 2000 los ingresos medios por hogar en la localidad eran de $34,491, y los ingresos medios por familia eran $36,719. Los hombres tenían unos ingresos medios de $31,435 frente a los $20,417 para las mujeres. La renta per cápita para la localidad era de $13,667. Alrededor del 23.6% de la población estaban por debajo del umbral de pobreza.